# Francisco das Chagas Santos
Francisco das Chagas Santos (Río de Janeiro, 17 de septiembre de 1763-ibídem, 12 de octubre de 1840) fue un militar y político  luso-brasileño. Fue comandante portugués de las Misiones Orientales y bajo su mando fueron destruidos los pueblos jesuíticos misioneros al occidente del río Uruguay.
El 12 de septiembre de 1816, el comandante guaraní Andresito Guazurarí cruzó el río Uruguay en Itaquí, iniciando la guerra de recuperación de las Misiones Orientales, pero no logró su objetivo y el comandante militar portugués de Misiones, Francisco das Chagas Santos, contraatacó pasando el río Uruguay por Itaquí el 19 de enero de 1817, ocupando La Cruz y Yapeyú. Como consecuencia de estas acciones, los luso-brasileños al mando de Das Chagas Santos saquearon y destruyeron los pueblos de Concepción, La Cruz, Yapeyú, Santo Tomé, Santa María, San Javier y Mártires, traspasando de regreso el río Uruguay el 26 de febrero de 1817 llevándose consigo todo lo que tuviera valor y 1800 misioneros obligados a acompañarlos.
Francisco das Chagas Santos vuelve a pasar el Uruguay, pero fue vencido en Apóstoles el 2 de junio de 1817, repasando el río. El 18 de marzo de 1818, Chagas invadió nuevamente, cruzó por tercera vez el río Uruguay en San Borja, destruyendo Apóstoles y San Carlos, en donde derrota a misioneros y correntinos, volviendo a San Borja el 20 de abril.
Fue miembro de la primera Asamblea Constituyente de Brasil en 1823. Comandante de armas de la provincia de San Pablo en 1829, después comandante de armas en la corte en 1830 y 1838. Nombrado presidente de la provincia de Río Grande del Sur en 1837. Fue miembro de la Sociedad Promotora de Industria Rio-grandense, en Rio Grande do Sul. 